# Clidemia duidae
Clidemia duidae är en tvåhjärtbladig växtart som beskrevs av Henry Allan Gleason. Clidemia duidae ingår i släktet Clidemia och familjen Melastomataceae. Inga underarter finns listade i Catalogue of Life.